# Statuts de l'ordre de Saint-Michel
Les Statuts de l'ordre de Saint-Michel sont un manuscrit enluminé réalisé en France vers 1469-1470, dont la miniature de frontispice est attribuée au peintre Jean Fouquet. Il est actuellement conservé à la Bibliothèque nationale de France sous la cote Fr.19819.

## Historique
L'ordre de Saint-Michel est un ordre de chevalerie fondé par Louis XI en 1469, inspiré par et destiné à rivaliser avec l'ordre de la Toison d'or, fondé par Philippe le Bon en 1430. Les statuts de l'ordre indiquent que le greffier devra faire réaliser deux copies de ces mêmes statuts sous la forme de livre destinés aux cérémonies réunissant ses membres. Il est précisé que ces livrets doivent comporter une « hystoire », c'est-à-dire une miniature représentant le roi entouré de ses chevaliers. Jean Fouquet est choisi pour peindre cette miniature destiné à l'exemplaire personnel du roi, même s'il n'a pas encore le statut de peintre du roi. Lui sont allouées, cette année-là, 55 livres tournois selon les comptes d'André Briçonnet, le secrétaire du roi, pour la réalisation de « certains tableaux que ledit seigneur [Louis XI] lui a chargez faire pour servir aux chevaliers de l'ordre de saint Michiel ». Le greffier de l'ordre est Jean Robertet, qui est le propriétaire d'un livre d'heures peint notamment par Fouquet.
Le manuscrit est dans la collection de Achille III de Harlay (1639-1712) puis de Achille IV de Harlay et de Louis-Germain de Chauvelin. Les manuscrits de ce dernier entrent dans la bibliothèque de l'abbaye de Saint-Germain-des-Prés en 1755. Cette bibliothèque entre à la bibliothèque nationale en 1795-1796 après la dissolution de l'abbaye. C'est Paul Durrieu qui identifie la main de Jean Fouquet dans ce manuscrit en 1890.

## Description

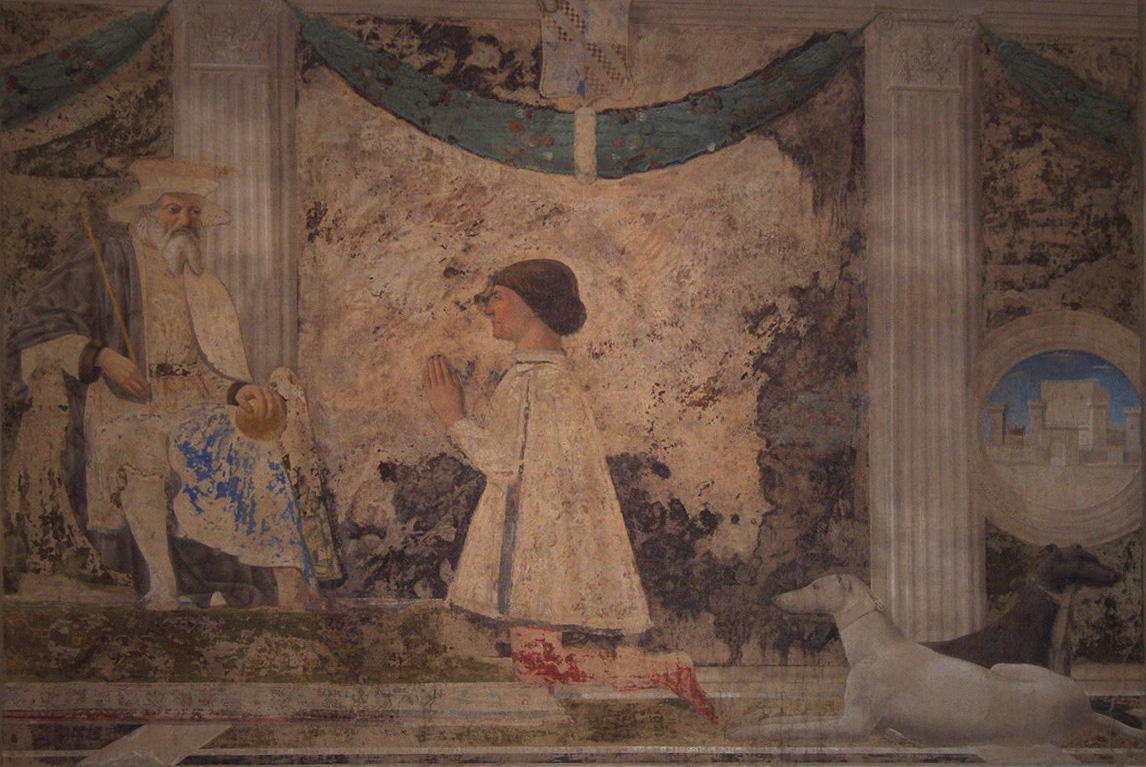
La fresque du temple Malatesta à Rimini.

Le manuscrit comporte 25 folios détaillant les statuts de l'ordre. La première page est occupée par une grande miniature de forme presque carré. Elle représente le roi de France, habillé en costume de cérémonie du grand maître de l'ordre, entouré de ses chevaliers. La scène se déroule dans une petiote pièce voûtée en berceau. Un tableau se trouve au fond de la pièce représentant saint Michel combattant le dragon, surmonté de putti tenant les armes des rois de France. Les chevaliers portent le costume de l'ordre, fait de manteaux de damas blanc, doublés d'hermine et bordés d'orfrois à coquilles et lacets dorés, ainsi que des chaperons rouges cramoisis. Chaque visage est individualisé. Les quatre personnages du fond derrière le roi sont, à gauche le chancelier de l'ordre, Guy Bernard, évêque de Langres, au bonnet et camail de couleur vieux rose, le greffier Jean Robertet qui tient le livre de l'ordre dans les mains, et à droite le héraut, Jean Montjoie, surnommé le Mont-Saint-Michel et le trésorier Jean Bourré. Selon Durrieu, au premier plan à droite se trouve Louis de Bourbon-Roussillon puis Jean II de Bourbon, Louis de Luxembourg-Saint-Pol et Louis de Laval. À gauche, au premier plan, Charles de France, frère du roi, et derrière lui avec le bâton de commandement Antoine de Chabannes.
Deux chiens blancs sont représentés au premier plan. Leur attitude hiératique rappelle un autre lévrier représentés dans la fresque de Sigismond Malatesta du temple de Rimini par Piero della Francesca. Le cadre est décoré en camaïeu d'or, reprenant à de multiples reprises la coquille, symbole de l'ordre, sur la lettrine, l'armure des anges agenouillés et le collier de l'ordre qu'ils tiennent dans la main.

## Autres manuscrits enluminés des statuts de l'ordre

### Les manuscrits contemporains de Louis XI
Il existe un autre manuscrit des statuts de l'ordre (BNF, ms. Clairambault 1242, f.1421) reprenant la miniature de Fouquet mais dans une forme et un style beaucoup plus pauvre. Un seul ange tient au premier plan les armes du destinataire de cet exemplaire, Charles de France. Deux autres exemplaires de la même année sont pourvus de ce seul ange porte-écu, l'un destiné à Jean de Bourbon (BNF, Fr.5745) et l'autre à Jean, bâtard d'Armagnac, comte de Comminges (BNF, Fr.2905). L'exemplaire de Guy Bernard est aussi conservé avec simplement un écu de France entouré d'un collier et surmontée d'une couronne (BNF, Rothschild 2488), de même qu'un exemplaire anonyme (BNF, Fr.14362). D'autres exemplaires ne sont décorés que d'une simple lettrine historiée (par exemple BNF, Fr.19817).

### Les manuscrits postérieurs

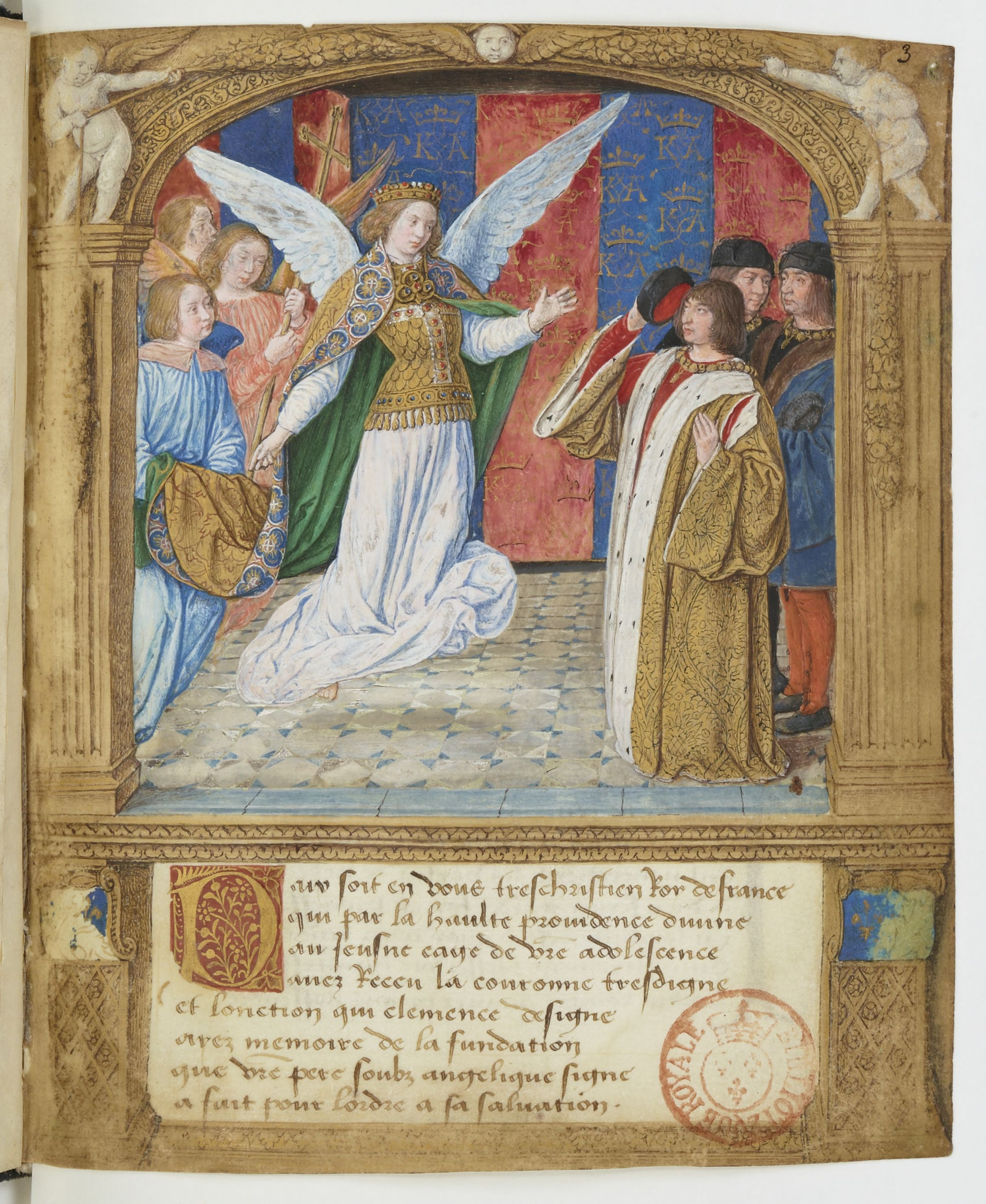
Exemplaire de Charles VIII (roi de France), miniature attribuée à Jean Hey.

De nombreux autres exemplaires postérieurs enluminés de ces statuts sont encore conservés. À l'époque de Charles VIII, l'exemplaire royal est enluminé par Jean Hey et le Maître de Jacques de Besançon (BNF, Fr.14363). Il subsiste aussi l'exemplaire de Louis d'Orléans (Bibliothèque nationale autrichienne, Cod.2637) et celui de Pierre II de Bourbon (Morgan Library and Museum, M20) tous deux peints aussi par le Maître de Jacques de Besançon. En revanche, aucun exemplaire n'est conservé de la période de Louis XII.
Pour la période de François Ier, pas moins de 19 exemplaires sont connus. Un document d'archives indique qu'une partie d'entre eux a été réalisée sous la houlette du libraire et enlumineur Étienne Colaud dont un exemplaire est de sa propre main (BNF, Fr.19815). 17 sont encore localisés dans des bibliothèques ou centre d'archives.
Les derniers manuscrits enluminés apparaissent à l'époque d'Henri II, de plus en plus concurrencés par des versions imprimées sur papier. Le manuscrit du cardinal Charles de Lorraine (1524-1574), qui reprend une miniature de saint Michel puis d'une scène de réunion des chevaliers de l'ordre devant le roi, est encore conservé par la bibliothèque municipale de Saint-Germain-en-Laye.